# Asesinato de Hadis Najafi
El 21 de septiembre de 2022, la mujer iraní Hadis Najafi, de 22 años, fue asesinada por fuerzas de seguridad durante las protestas contra el asesinato de Mahsa Amini en 2022. Se ha convertido en un símbolo del empoderamiento femenino y de las protestas antigubernamentales iraníes. El gobierno iraní afirmó que los manifestantes le dispararon, a los que se opusieron su familia y otras personas, y que su cuerpo fue entregado con restricciones. En abril de 2023, el gobierno detuvo a quince personas, condenó a muerte a cinco y ejecutó a dos; otras tres sentencias estaban bajo revisión judicial. La muerte de Najafi desató protestas, homenajes y fue compartida en las redes sociales, convirtiéndose en un símbolo como Mahsa Amini antes que ella.

## Víctima
Hadis Najafi (en persa: حدیث نجفی, 5 de enero de 2000 - 21 de septiembre de 2022) fue una mujer iraní. Hadis Najafi nació en Karaj el 5 de enero de 2000. Era la cuarta hija de la familia y tenía tres hermanas mayores y un hermano menor. Sus padres nacieron en Mianeh, en la provincia de Azerbaiyán Oriental, y eran azerbaiyanos iraníes. Najafi se licenció en diseño de moda y trabajó como cajera en un restaurante en Mehrshahr, Karaj.
Najafi se unió a las protestas por la muerte de Mahsa Amini de septiembre de 2022, que fueron provocadas por la muerte de Mahsa Amini, quien murió a causa de las heridas mientras estaba bajo custodia policial. Amini fue acusada por la policía de violar la ley obligatoria del hijab y las manifestaciones relacionadas demostraron un amplio apoyo al aumento de los derechos de las mujeres en Irán. Najafi participó en las protestas en Karaj. Najafi no tenía ninguna participación previa conocida en causas activistas y no había hablado abiertamente sobre los derechos de las mujeres en Irán. La noche del 21 de septiembre, envió un vídeo a una amiga en el que decía: "Me gusta pensar que cuando pienso en ello , unos años más tarde, me alegraré de haberme unido a la protesta". ella de la casa unos treinta minuto ante de que la asesinada.

## Asesinato
Hadis Najafi fue asesinada a tiros por las fuerzas de seguridad en la cara, el cuello y el pecho el 21 de septiembre de 2022, en Eram Boulevard en Mehrshahr, Karaj, alrededor de las 8 p. m.Según el gobierno iraní, los manifestantes le dispararon ella con armas que no utilizaba la policía, afirmación fuertemente cuestionada por la propia familia de Najafi, otros activistas y los medios internacionales. En cambio, todos estos partidos culparon del tiroteo a las fuerzas de seguridad respaldadas por el gobierno. Después de recibir un disparo, Najafi fue trasladada al hospital Ghaem en Karaj, donde fue declarada muerta. Los registros médicos oficiales publicados indicaban que ella había muerta debido a una "hinchazón del cerebro".
Según la madre de Najafi, a su familia no se le permitió verla en el hospital después de que le dispararan y los agentes de policía le impidieron entrar. Sólo se les permitió entrar después de que un guardia de seguridad se apiadó de ellos y les dijo que el cuerpo de Najafi estaba en la morgue. Radio Zamaneh publicó el certificado de defunción de Nafaji. Amnistía Internacional y la BBC Persian confirmaron más tarde las imágenes de sus heridas y el certificado de defunción tras ponerse en contacto con su familia.
Las autoridades entregaron el cuerpo de Najafi a su familia para su entierro el 23 de septiembre. Según la familia, el gobierno los presionó para que dijeran que ella había muerto de un infarto. Según los informes, el padre de Najafi también fue drogado y presionado por las fuerzas de seguridad para que dijera ella que había muerto por causas naturales.

## Entierro y chehellom
Najafi fue enterrada el 1 de octubre en el cementerio Behesht-e Sakineh. Las fuerzas de seguridad estarían presentes durante la ceremonia. También estuvieron presentes muchas mujeres, que encendieron velas y dejaron rosas en su tumba. Durante la ceremonia fúnebre se utilizó una fotografía de Najafi con un hiyab, lo que luego generó algunas críticas en las redes sociales; Su madre declaró más tarde que la imagen no fue seleccionada intencionalmente y que era la única imagen disponible en ese momento.
El 3 de noviembre, cuarenta días después de su muerte, miles de dolientes intentaron asistir a la reunión en memoria del chehellom en el cementerio de Beheshte Sakineh, pero las fuerzas gubernamentales se lo impidieron, según testigos. En cambio, cientos de personas marcharon por el bulevar Beheshti. Un vídeo verificado por The Washington Post muestra a manifestantes lanzando piedras a las fuerzas de seguridad y a un joven de 17 años asesinado a tiros por un miembro de las fuerzas de seguridad. En abril de 2023, el gobierno había detenido a quince personas, había condenado a muerte a cinco de ellos y había llevado a cabo dos ejecuciones, mientras que las tres sentencias de muerte restantes estaban bajo revisión judicial.

## Reacciones
La muerte de Najafi fue compartida en las redes sociales por la mujer periodista y activista iraní-estadounidense Masih Alinejad. Tras la muerte de Najafi, un vídeo que pretendía mostrarla recogiéndose el pelo en una cola de caballo antes de unirse a las protestas en su última noche con vida se volvió viral en las redes sociales y finalmente también fue compartido ampliamente por los medios de comunicación internacionales que informan sobre su muerte. Más tarde se determinó que el vídeo mostraba a otra mujer participando en las protestas después de que la mujer que realmente aparecía en el vídeo se pusiera en contacto con la BBC Persian. Esto generó algunas breves dudas sobre si Najafi realmente había sida asesinada, aunque rápidamente se disiparon con más confirmaciones. La mujer en el vídeo le dijo a la BBC en persa que continuaría "luchando por los Mahsas y Hadis".
Al igual que Mahsa Amini antes que ella, Hadis Najafi también se convirtió en un símbolo y punto de reunión de las protestas después de su muerte, y fue recordada por su valentía. Sus cuentas de TikTok e Instagram se convirtieron en monumentos conmemorativos y recibieron una afluencia de personas que les dieron me gusta y comentaron en apoyo. También hubo homenajes generalizados en honor a Najafi en Twitter.
La hermana y la madre de Najafi hablaron públicamente en su apoyo y culparon de su muerte al gobierno iraní. Aunque su padre se negó a afirmar que había muerto por causas naturales, afirmó en una entrevista con medios alineados con el gobierno que Najafi "no sabía nada de política", afirmó que no creía que la policía la hubiera matado y culpó de su muerte a porque fue influenciada por medios extranjeros. La hermana de Najafi, por el contrario, afirmó que Najafi decidió participar en las protestas porque estaba desconsolado e indignado por el destino de Mahsa Amini.
Omid Nouripour, colíder del partido político alemán Alianza 90/Los Verdes, inició un discurso en el parlamento federal de Alemania el 29 de septiembre de 2022 describiendo la participación de Hadis Najafi en las protestas y su muerte. Luciano Spalletti, entrenador del Napoli de la Serie A italiana, llevó dos rosas en memoria de Mahsa Amini y Hadis Najafi en una conferencia de prensa el 30 de septiembre de 2022.